# Aspalathus macrantha
Aspalathus macrantha är en ärtväxtart som beskrevs av William Henry Harvey. Aspalathus macrantha ingår i släktet Aspalathus och familjen ärtväxter. Inga underarter finns listade i Catalogue of Life.